# Paradoxe de la tranquillité
 (juin 2024).
Le paradoxe de la tranquillité est un paradoxe économique selon lequel la stabilité financière est par essence productrice d'instabilité financière. Lorsque les marchés financiers se comportent correctement et que la volatilité est faible, les agents économiques se trouveraient incités à prendre plus de risques, ce qui conduirait, à long terme, à engendrer une nouvelle phase d'instabilité financière.

## Historique
Le paradoxe de la tranquillité est formulé par l'économiste américain Hyman Minsky dans son livre Stabilizing an Unstable Economy publié en 1986.
Ce paradoxe s'appuie sur la théorie de la fragilité financière développée par lui-même dans les années 1960 et 1970. Cette théorie stipule que les économies modernes sont intrinsèquement instables et que les cycles économiques sont inévitables.

## Formulation
Selon Minsky, lorsque l'économie est stable, les investisseurs ont tendance à prendre des risques plus élevés, ce qui peut finalement conduire à des crises financières. Cela est dû au fait que les investisseurs sont plus enclins à prêter de l'argent à des emprunteurs risqués lorsque l'économie est stable, car ils ont confiance dans le fait que ces emprunteurs seront en mesure de rembourser leur dette.
Cependant, cette confiance excessive peut amener les emprunteurs à prendre des risques encore plus grands, en contractant des dettes encore plus importantes, ce qui peut finalement conduire à un effondrement financier. Minsky a donc conclu que la stabilité financière était un facteur qui contribuait à l'instabilité financière à long terme.

## Validation empirique
Le paradoxe de la tranquilité a fait l'objet de plusieurs observations empiriques tendant à valider l'intuition de Minsky. Claudio Borio et Philip Lowe (2002) considèrent le paradoxe comme validé en ce qui concerne le krach boursier de 2001-2002. Le paradoxe a aussi été appliqué avec succès pour expliquer la crise des subprimes de 2008,.

## Débats et critiques
Bien que la théorie de Minsky ait été largement acceptée comme une contribution importante à l'étude des crises financières et de la stabilité financière, elle a également été critiquée.
L'une des principales critiques est que la théorie de Minsky n'a pas suffisamment pris en compte le rôle des réglementations gouvernementales et des politiques économiques dans la prévention des crises financières. Certains économistes estiment que la réglementation et la politique économique peuvent contribuer à réduire le risque d'instabilité financière, même en période de stabilité économique.
Une autre critique est que la théorie de Minsky peut être trop pessimiste quant à la capacité des investisseurs et des régulateurs à apprendre des erreurs du passé et à éviter les crises financières à l'avenir. Certains économistes estiment que les régulateurs et les investisseurs peuvent apprendre de l'expérience et prendre des mesures pour réduire le risque d'instabilité financière.
Enfin, certains économistes ont également critiqué la théorie de Minsky en arguant que les crises financières peuvent parfois être déclenchées par des événements imprévus, tels que des catastrophes naturelles ou des conflits géopolitiques, qui ne sont pas directement liés aux décisions des investisseurs ou des régulateurs. Bien que la théorie de Minsky ait été critiquée par certains économistes, elle est aujourd'hui reconnue comme une contribution importante à l'étude des crises financières et de la stabilité financière.